# 2008年夏季奥林匹克运动会中国跳水队
参加2008年北京夏季奥林匹克运动会的中国跳水队一行共计22人，其中男运动员6人，女运动员4人，官员与工作人员12人；领队李桦，副领队周继红。中国队为世界跳水领域的主要强队之一，中国大陆自1984年参加洛杉矶奥运会以来的主要参赛项目。本次东道主中国队获得了跳水的全部参赛资格，其中男子4个项目中，双人项目各一组选手，单人项目各两人；女子4个项目中，双人项目各一组选手，单人项目各两人。

## 人员构成
官员与工作人员：

领队李桦，副领队周继红；
 
教练（7人）：钟少珍、刘恒林、胡恩勇、任少芬、李清、赵文进和胡玮；
 
管理：高严，医生：何国荣和刘海英。
运动员：
 
男运动员（6人：何冲、秦凯、王峰、林跃、火亮和周吕鑫；
  
女运动员（4人）：郭晶晶、吴敏霞、陈若琳和王鑫。

## 男子奖牌
| 男子10米双人跳台 | 2008年8月11日 | 林躍 火亮 | 冠军 468.18分 |

| 男子3米双人跳板 | 2008年8月13日 | 王峰 秦凯 | 冠军 469.08分 |

| 男子10米高臺 | 2008年8月23日 | 周呂鑫 | 亞军 533.15分 |

| 男子3米跳板 | 2008年8月19日 | 何冲 | 冠军 572.90分 |

| 男子3米跳板 | 2008年8月19日 | 秦凯 | 季军 530.10分 |

## 女子奖牌
| 女子3米双人跳板 | 2008年8月10日 | 郭晶晶 吴敏霞 | 冠军 343.5分 |

| 女子10米双人跳台 | 2008年8月12日 | 王鑫 陈若琳 | 冠军 363.54分 |

| 女子3米跳板 | 2008年8月17日 | 郭晶晶 | 冠军 415.35分 |

| 女子10米跳台 | 2008年8月21日 | 陈若琳 | 冠军 415.35分 |

| 女子3米跳板 | 2008年8月17日 | 吳敏霞 | 季军 389.85分 |

| 女子10米跳台 | 2008年8月21日 | 王鑫 | 季军 / |